# MG 5 (China)
Der MG 5 ist ein Kompaktklasse-Pkw der chinesischen Automarke MG. Das Modell wurde 2007 auf dem chinesischen Markt vorgestellt. Produziert wird das Modell vom Automobilhersteller SAIC Motor jedoch erst seit 2012. Die Modellreihe gilt als Nachfolger des MG ZS.

## Erste Versuche der Markteinführung
Als MG 5 wurde 2007 auf der Shanghai Auto Show der MG ZS wiederbelebt. Laut der chinesischen Automobilpresse galt das Fahrzeug zu diesem Zeitpunkt schon als veraltet, weshalb es so nie in Produktion ging. SAIC Motor brachte ein Jahr später den moderneren Roewe 550 in den Handel, der später auch als MG 6 vermarktet wurde.

## Erste Generation
Als MG 5 wurde ab 2012 eine Kombilimousine in China verkauft. Das Modell teilt sich die Plattform mit dem MG 3 und dem MG/Roewe 350. Drei Ausstattungslinien standen zur Auswahl.
Produziert wurde das Modell in Pukou. Ab dem Spätjahr 2013 wurde das Modell auch als Rechtslenker von der Charoen Pokphand Group im thailändischen Laem Chabang gefertigt.

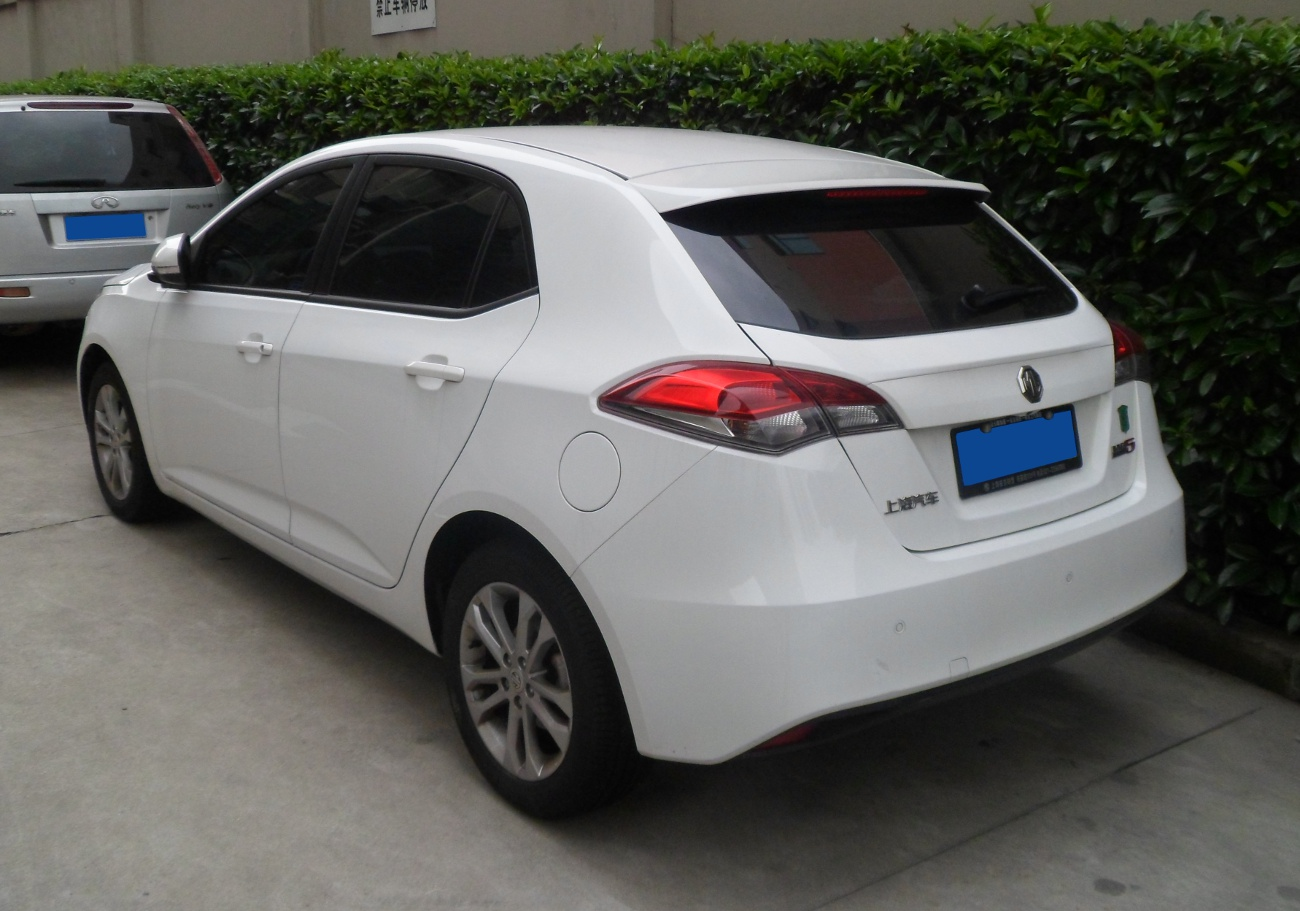
Heckansicht

### Technische Daten
|                                             | 1.5                          |
| ------------------------------------------- | ---------------------------- |
| Bauzeitraum                                 | 2012–2018                    |
| Motorkenndaten                              |                              |
| Motortyp                                    | R4-Ottomotor                 |
| Hubraum                                     | 1498 cm³                     |
| max. Leistung bei min−1                     | 78 kW (106 PS) / 6000        |
| max. Drehmoment bei min−1                   | 135 Nm / 4500                |
| Kraftübertragung                            |                              |
| Antrieb                                     | Vorderradantrieb             |
| Getriebe, serienmäßig                       | 5-Gang-Schaltgetriebe        |
| Getriebe, optional                          | (4-Stufen-Automatikgetriebe) |
| Messwerte                                   |                              |
| Höchstgeschwindigkeit                       | 180 km/h (170 km/h)          |
| Beschleunigung, 0–100 km/h                  | 11,4 s (12,5 s)              |
| Kraftstoffverbrauch auf 100 km (kombiniert) | 6,8 l Super (7,1 l Super)    |
| Tankinhalt                                  | 55 l                         |

## Zweite Generation
Eine neue Generation des Fahrzeugs präsentierte der Hersteller im September 2020 auf der Beijing Auto Show. Das Modell ist als Limousine ausgeführt und damit faktisch das Nachfolgemodell des MG GT. Im März 2022 wurde mit dem Scorpio eine sportlichere Version präsentiert. Eine überarbeitete Version der Baureihe debütierte im Juli 2023.

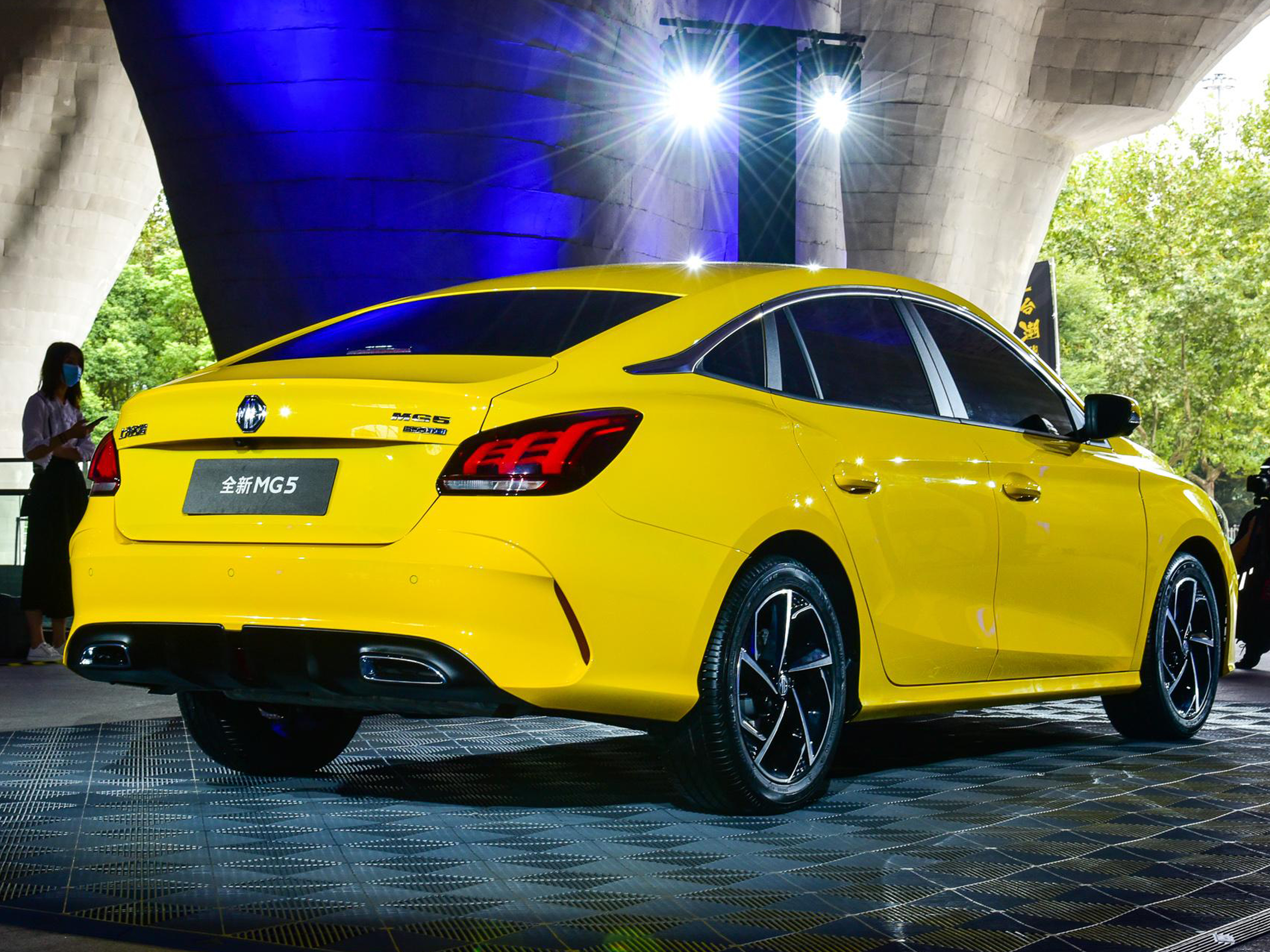
Heckansicht
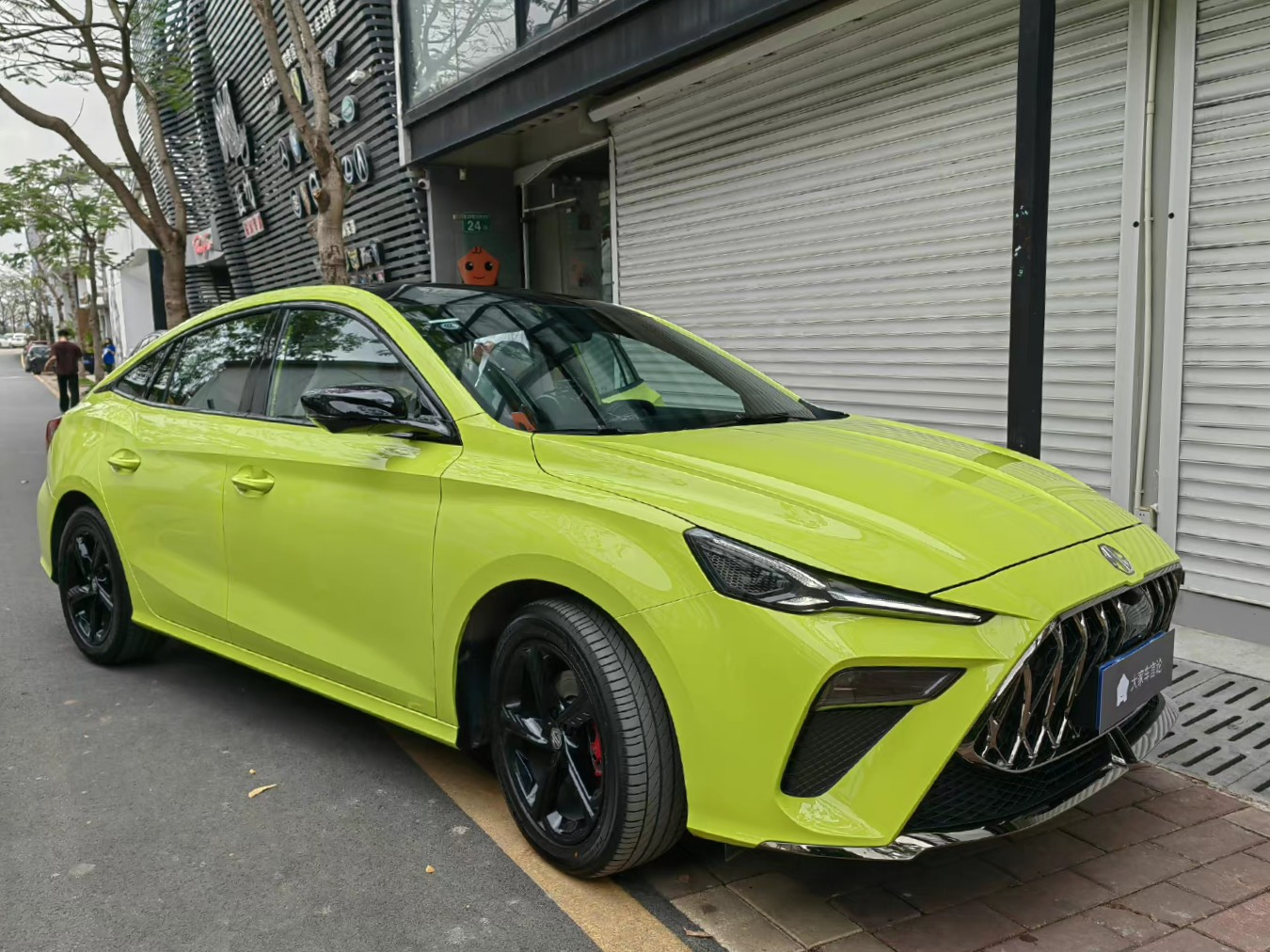
MG 5 Scorpio (2022–2023)
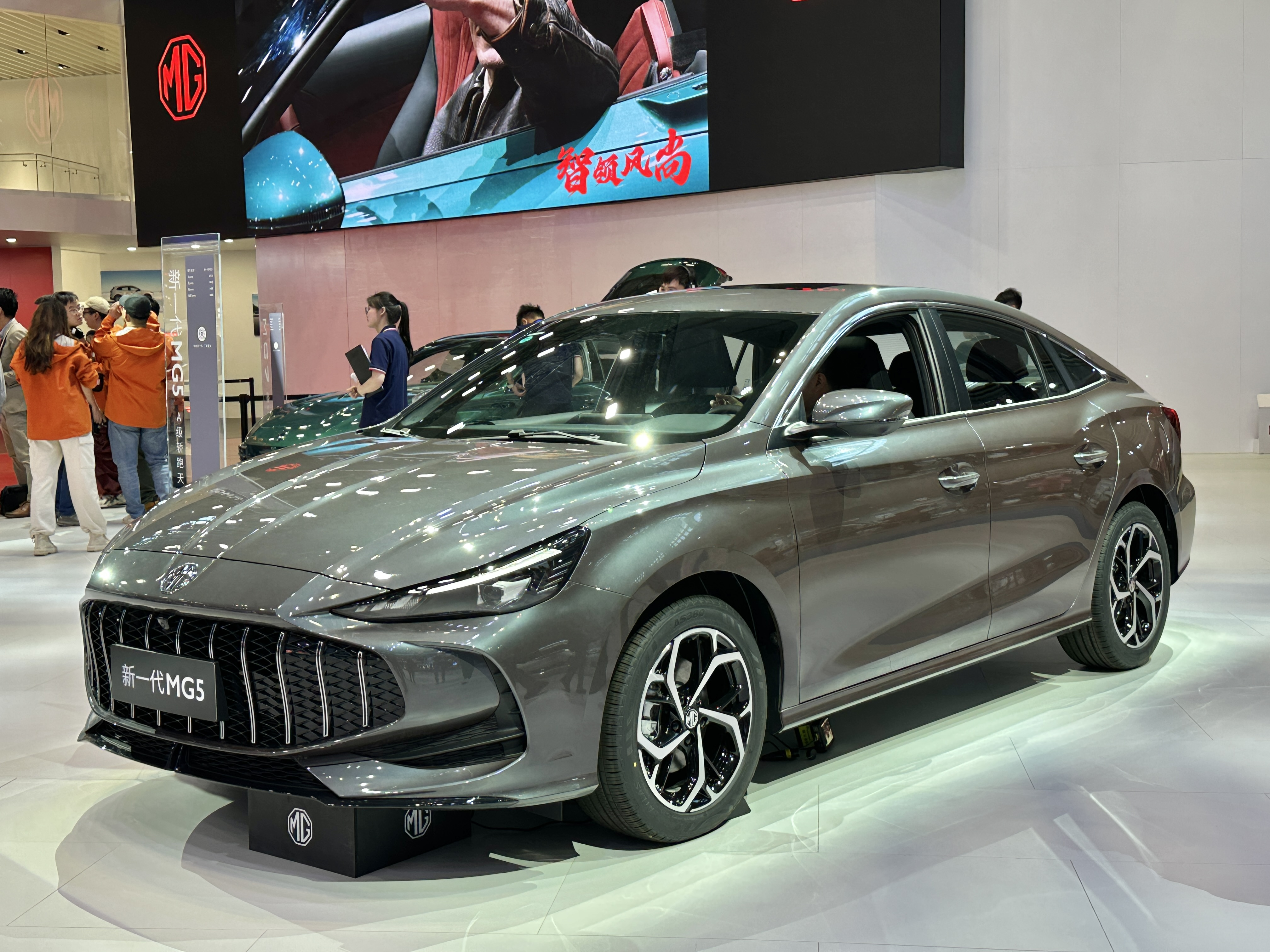
MG 5 (seit 2023)
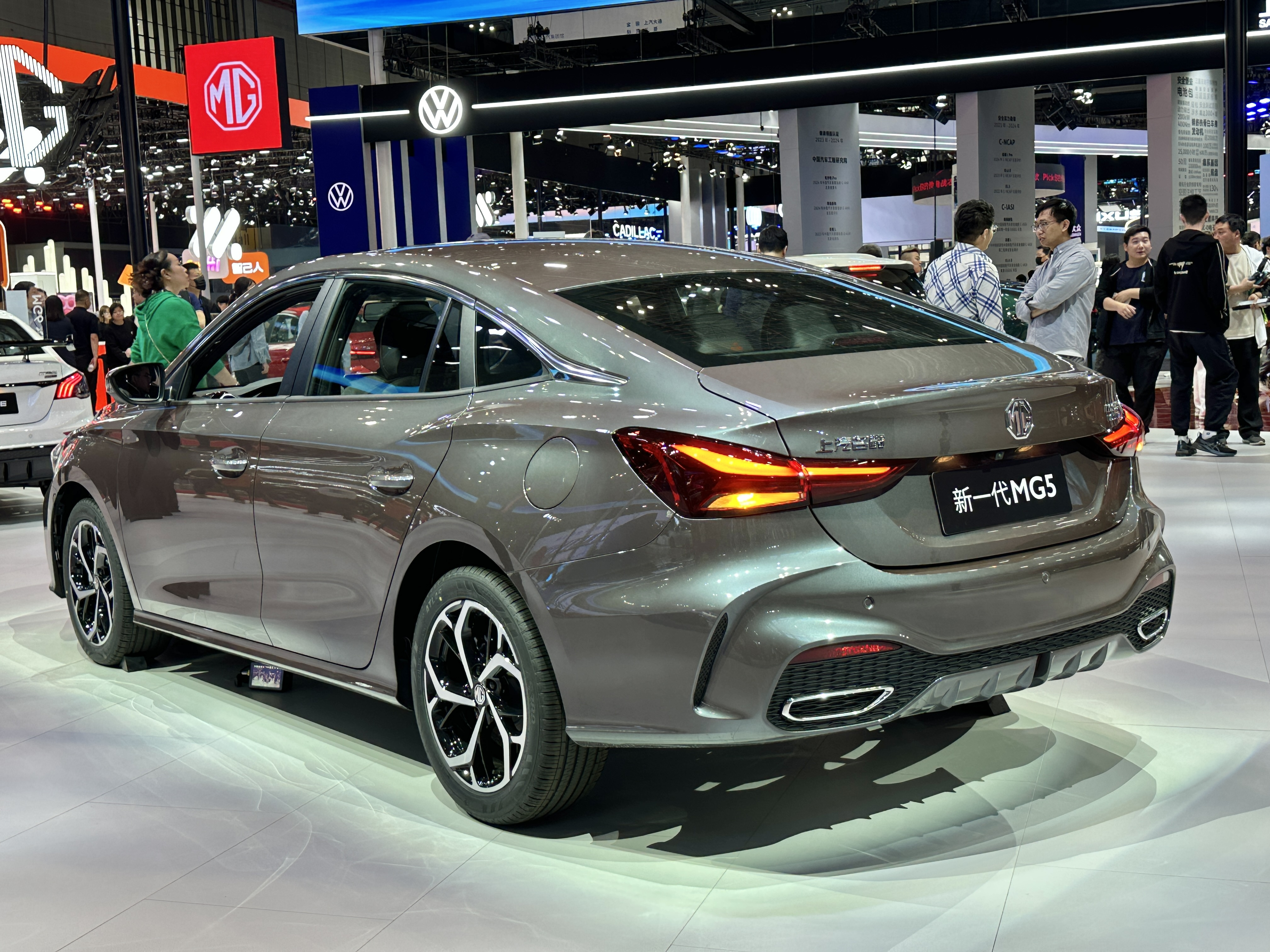
Heckansicht

### Technische Daten
|                                             | 180 DVVT                  | 180 DVVT                  | 300 TGI                        | 300 TGI                        | Scorpio                        |
| Bauzeitraum                                 | 11/2020–07/2023           | seit 07/2023              | 11/2020–07/2023                | seit 07/2023                   | seit 03/2022                   |
| Motorkenndaten                              |                           |                           |                                |                                |                                |
| Motortyp                                    | R4-Ottomotor              | R4-Ottomotor              | R4-Ottomotor                   | R4-Ottomotor                   | R4-Ottomotor                   |
| Hubraum                                     | 1498 cm³                  | 1498 cm³                  | 1490 cm³                       | 1490 cm³                       | 1490 cm³                       |
| max. Leistung bei min−1                     | 88 kW (120 PS) / 6000     | 95 kW (129 PS) / 6000     | 127 kW (173 PS) / 5600         | 133 kW (181 PS) / 5600         | 133 kW (181 PS) / 5600         |
| max. Drehmoment bei min−1                   | 150 Nm / 4500             | 158 Nm / 4500             | 275 Nm / 1750–4000             | 285 Nm / 1500–4000             | 285 Nm / 1500–4000             |
| Kraftübertragung                            |                           |                           |                                |                                |                                |
| Antrieb                                     | Vorderradantrieb          | Vorderradantrieb          | Vorderradantrieb               | Vorderradantrieb               | Vorderradantrieb               |
| Getriebe, serienmäßig                       | 5-Gang-Schaltgetriebe     | 5-Gang-Schaltgetriebe     | 7-Gang-Doppelkupplungsgetriebe | 7-Gang-Doppelkupplungsgetriebe | 7-Gang-Doppelkupplungsgetriebe |
| Getriebe, optional                          | (Stufenloses Getriebe)    | (Stufenloses Getriebe)    | —                              | —                              | —                              |
| Messwerte                                   |                           |                           |                                |                                |                                |
| Höchstgeschwindigkeit                       | 185 km/h (180 km/h)       | 185 km/h (180 km/h)       | 200 km/h                       | 200 km/h                       | 200 km/h                       |
| Beschleunigung, 0–100 km/h                  | k. A. (13,3 s)            | k. A. (k. A.)             | 8,2 s                          | k. A.                          | 6,9 s                          |
| Kraftstoffverbrauch auf 100 km (kombiniert) | 5,6 l Super (5,7 l Super) | 6,0 l Super (6,4 l Super) | 5,9 l Super                    | 6,1 l Super                    | 6,5 l Super                    |
| Tankinhalt                                  | 50 l                      | 50 l                      | 50 l                           | 50 l                           | 50 l                           |

## Modell außerhalb Chinas

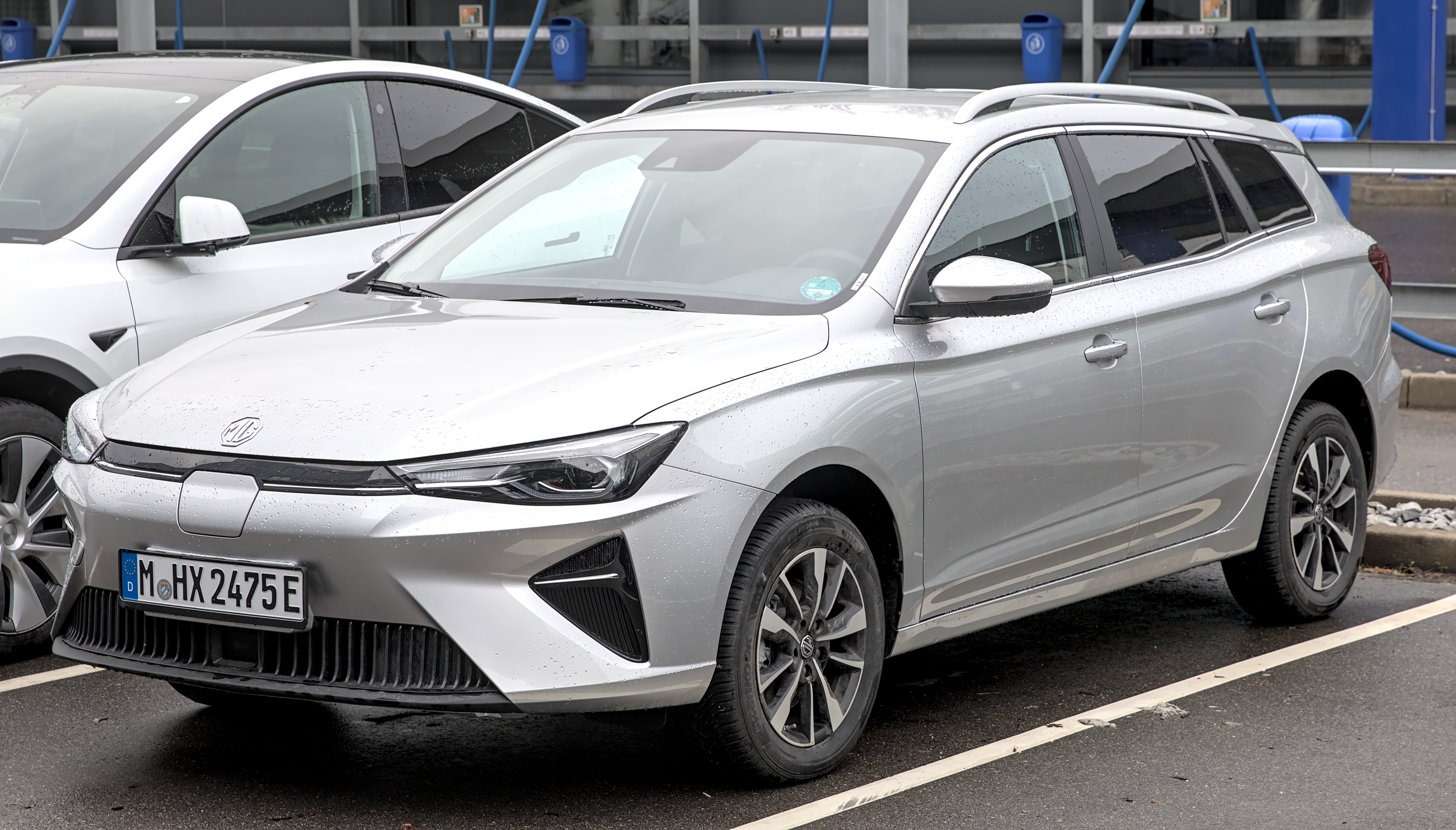
MG 5 EV (seit 2022)

Eine andere Variante ist baugleich zum Roewe i5 und wird nur in Staaten außerhalb Chinas – auch in Europa – angeboten. Sie wird auch als Elektroauto unter den Namen Roewe Ei5 und MG5 EV angeboten.